# Zinaïda Stahúrskaia
Zinaïda Uladzimírauna Stahúrskaia (en belarús: Зінаіда Уладзіміраўна Стагурская), (Vítsiebsk, 9 de febrer de 1971 - Ídem, 25 de juny de 2009) va ser una ciclista belarussa. Va guanyar el Campionat del món en ruta del 2000. També va aconseguir la victòria final en curses com el Giro de la Toscana de 2000 o la Gran Boucle de 2002.
El 2001 va donar positiu en una prova de dopatge per un diürètic i el 2003 per l'efedrina, que li va valer quatre mesos de suspensió el 2002 i dos el 2004. El 2005, va donar positiu per tercera cop, aquesta vegada per estanozolol al Gran Premi Carnevale d'Europa. Com a conseqüència va ser suspesa durant de dos anys a partir del juliol d'aquell any.
Va morir el 2009, atropellada mentre entrenava a prop de la seva ciutat natal.

## Palmarès
- 1993
  - Vencedora d'una etapa al Tour de l'Aude
- 1994
  - 1a al Tour de Feminin-Krásná Lípa i vencedora de 2 etapes
  - 1a al GP Presov
  - Vencedora d'una etapa al Tour de Finisterre
- 1996
  - Vencedora de 2 etapes al GP Presov
- 1997
  - Vencedora d'una etapa al Giro de la Toscana
  - Vencedora d'una etapa al Memorial Michela Fanini
- 1998
  - Vencedora d'una etapa al Giro del Trentino
  - Vencedora d'una etapa al GP Presov
- 1999
  - 1a al Gran Premi della Liberazione
  - 1a al Trofeu Costa Etrusca
  - Vencedora d'una etapa al Giro d'Itàlia
  - Vencedora de 2 etapes al Giro del Trentino
- 2000
  -  Campiona del món en ruta
  - 1a al Giro de Toscana-Memorial Michela Fanini i vencedora de 4 etapes
  - 1a al Giro del Friül
- 2001
  - 1a al Giro del Trentino i vencedora de 2 etapes
  - 1a al Giro d'Itàlia i vencedora de 3 etapes
  - Vencedora d'una etapa al Tour de Snowy
  - Vencedora d'una etapa al Giro de Toscana-Memorial Michela Fanini
  - Vencedora d'una etapa al Gran Bucle
  - Vencedora d'una etapa a l'Emakumeen Bira
- 2002
  - 1a al Gran Bucle i vencedora d'una etapa
  - 1a al Giro del Friül
  - 1a al Trofeu Alfa Lum
  - Vencedora de 2 etapes al Giro d'Itàlia
  - Vencedora d'una etapa al Giro de Toscana-Memorial Michela Fanini
- 2003
  - 1a al Giro del Friül
  - Vencedora d'una etapa al Giro d'Itàlia
- 2004
  - Vencedora de 2 etapes al Giro del Trentino
- 2005
  - 1a al Tour féminin en Limousin i Vencedora de 3 etapes
  - 1a al Giro de San Marino i vencedora d'una etapa
  - 1a al Gran Premi Carnevale d'Europa